# 世界心道教

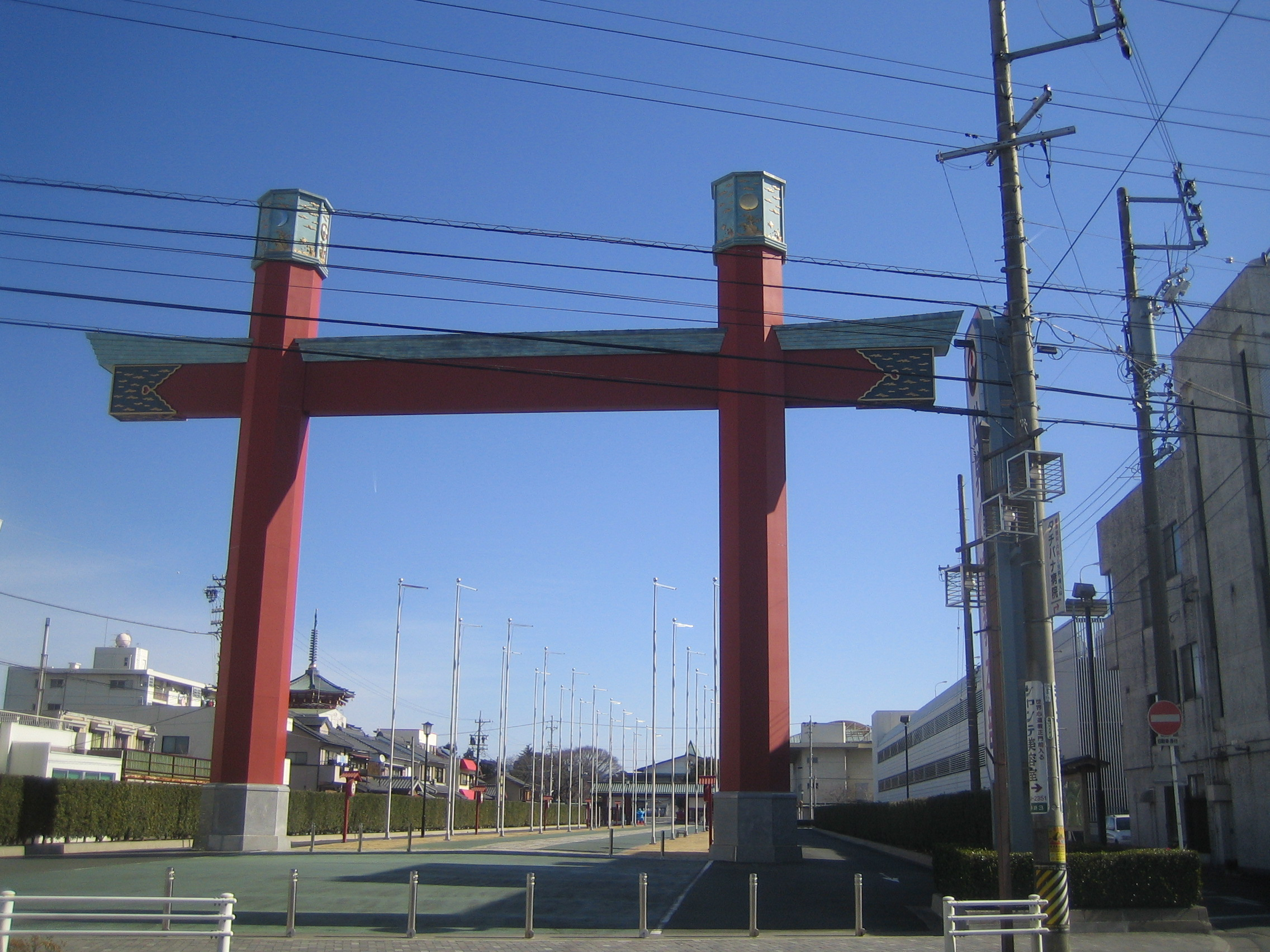
世界心道教本部釘貫門。奥に本部境内が見える

世界心道教（せかいしんどうきょう）は、愛知県豊川市に本部を置く宗教法人である。創始者は会田ヒデ（1898年9月30日 - 1973年5月24日）。「天地月日御親水火風之大神」を祀る。

## 沿革
教祖会田ヒデは1923年に天理教に入信し、同教の教師を務めていたが、1925年、大西愛次郎に賛同し、ほんみちへ移る。その後、1933年に元ほんみち信者であった勝ひさのの天理三輪講へ移って活動を続けていたが、1938年3月13日、大阪府西淀川区で月読之命と国狭土之命の2社が彼女の体に天下り、天啓者となったとされる。更に1942年12月23日には10社が天下った。1943年より東京都渋谷区大岡山で人助けを始め、1944年1月、東京渋谷に移転。同年11月3日、「世界心道会」を設立した。以後、ヒデは「親様」と呼ばれるようになった。
1946年3月、愛知県豊川市に移転。1949年、現在地である豊川市諏訪に本部を移し、1948年7月6日に宗教法人令による宗教法人として、また1952年7月11日に宗教法人法による宗教法人として発足した。1967年10月、神殿と教祖殿が落成した。
1973年にヒデが死去したのに伴い、遺言により娘の会田和子が第2代教主となった。しかし母の死による精神的影響が大きかった和子は療養のため入院。和子の娘（即ちヒデの孫）である会田政美が一時的に教主を継承した。1977年、退院した和子が再び教主に収まるが、1981年に彼女が死去したのちは、教主の位は空いたままであり、政美が「教嗣」を名乗り最高指導者となっている。2013年、「教嗣」を「教主」と呼称変更した。

## 教義
会田ヒデは、天理教の開祖中山みきの著した『おふでさき』や『泥海古記』の文章を独自に解釈し、「1838年（天保9年：天理教創始の年）から100年後に新たな者から天の指図が下されるようになる」とした。彼女の言う「100年後」というのが、まさにヒデの体に天の月日が天下ったとされる年である。
世界心道教の教義によれば、「従来の信仰では、ひたすら拝むことによって天の加護が得られたが、ヒデに神が天下った後は、拝むだけでは功徳を積んだことにならず、道をあけねば御利益は得られない」と説く。「道あけ」とは、心の改良を行うことである。身上（体の悩み）や事情（心の悩み）は人の心が天の心に反したために起こるものであり、心の改良を行えば御利益が得られる。これを「心のしんせいふっこう」と呼ぶ。世界心道教は、この新しい信仰のあり方を広く啓蒙することによって、理想世界の建設を目指すとしている。

## 組織・行事
教祖会田ヒデの後継者のうち、ヒデの魂の再生たる天啓者を「教主」と称し、組織の最高位に置く。その他の後継者は「教嗣」と呼ぶ。教嗣は神格者であり、信仰の象徴として崇められる。
信徒の数は公称15万人。実数は10万人強とみられる。その多くは愛知県内に集中するが、全国的に布教活動を展開している。組織の拡大に伴い、東京に「東京教務庁」を、仙台に「東北教務支庁」をそれぞれ設置した。2006年現在、51の教会と58の支部を有する。例年、豊川市に対して1000万円以上の寄付を行っている。
1981年、教学校制度が開始した。入校試験で選抜された信徒がここで学び、卒業後には教師として後進の育成に当たる。教師の数は約4,000人とされる。聴講制度も設けられている。卒業者のうち天の許しを受けた者は、「お授け」を授与され、「教徒」と呼ばれるようになる。この儀式は毎年11月3日に実施され、1度教徒となった者は、何度転生しようとも「お授け」をあらかじめ有することができるとされる。
本部や支部の清掃などの奉仕活動（「ひのきしん」と称する）によって、徳を積むことができるとしている。また青年会活動が盛んであり、毎月第3日曜には会合が開かれる。児童を対象にした夏季研修や運動会などの活動も行われている。

## 本部施設

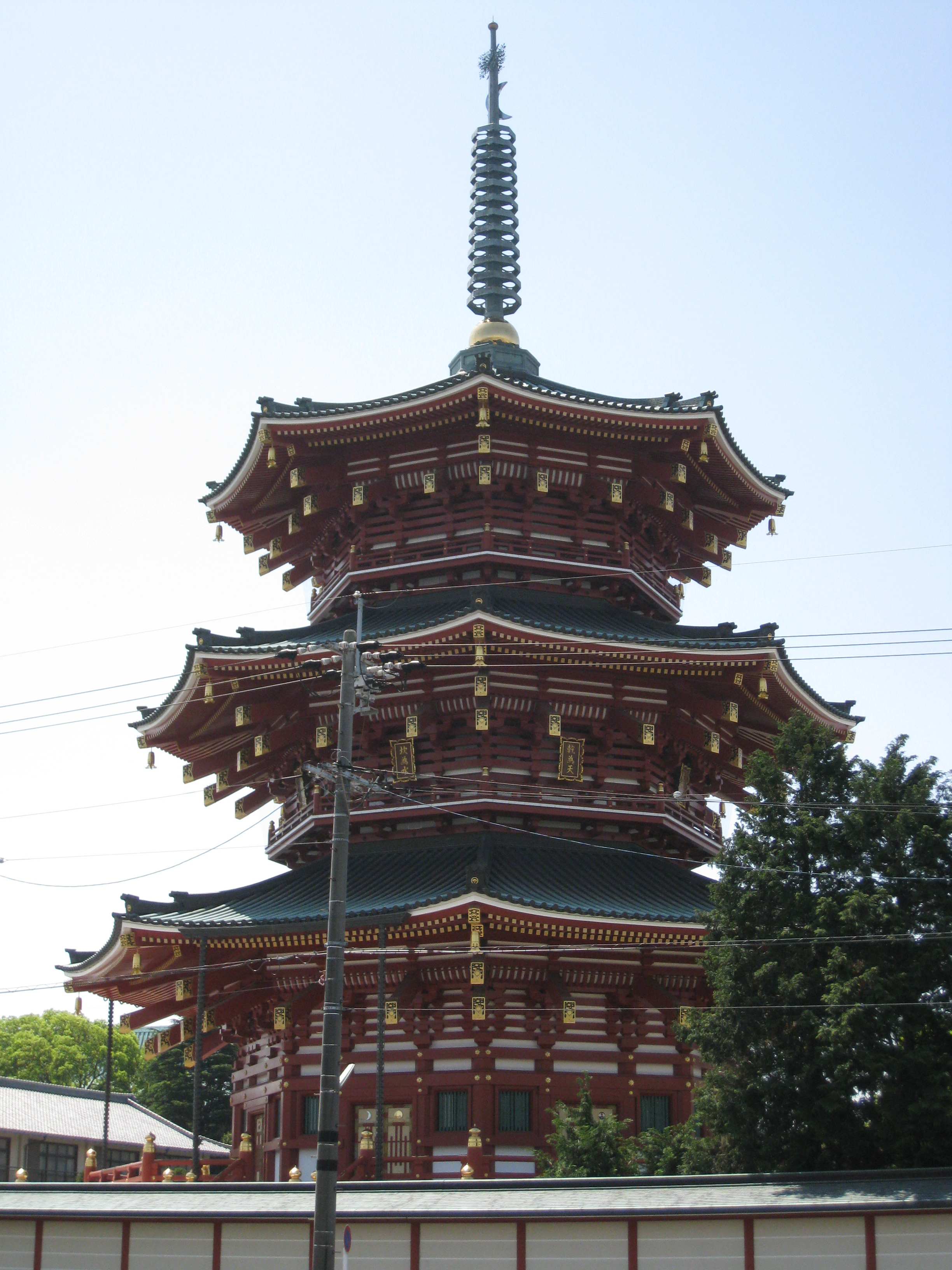
祖霊殿

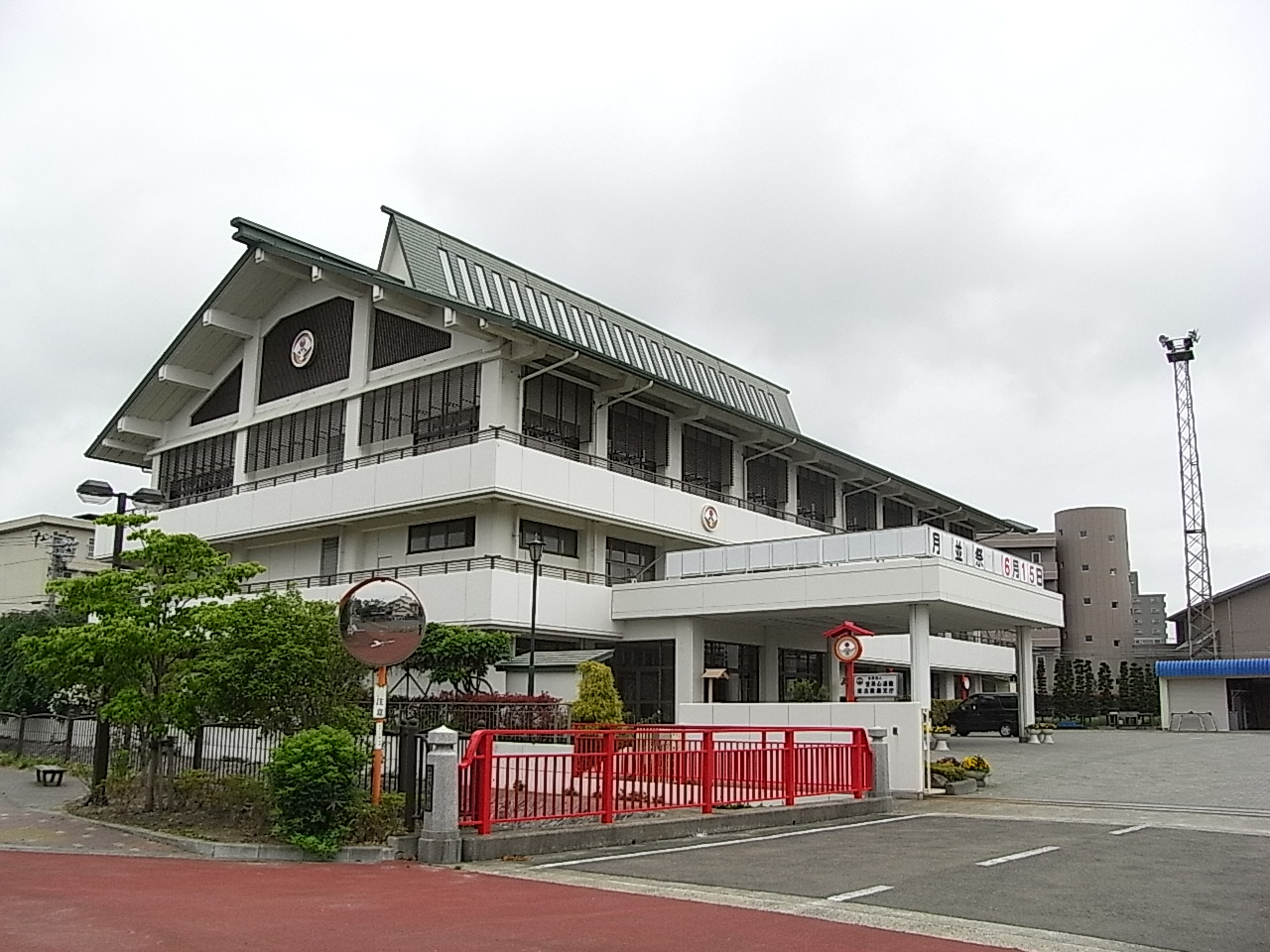
東北教務支庁

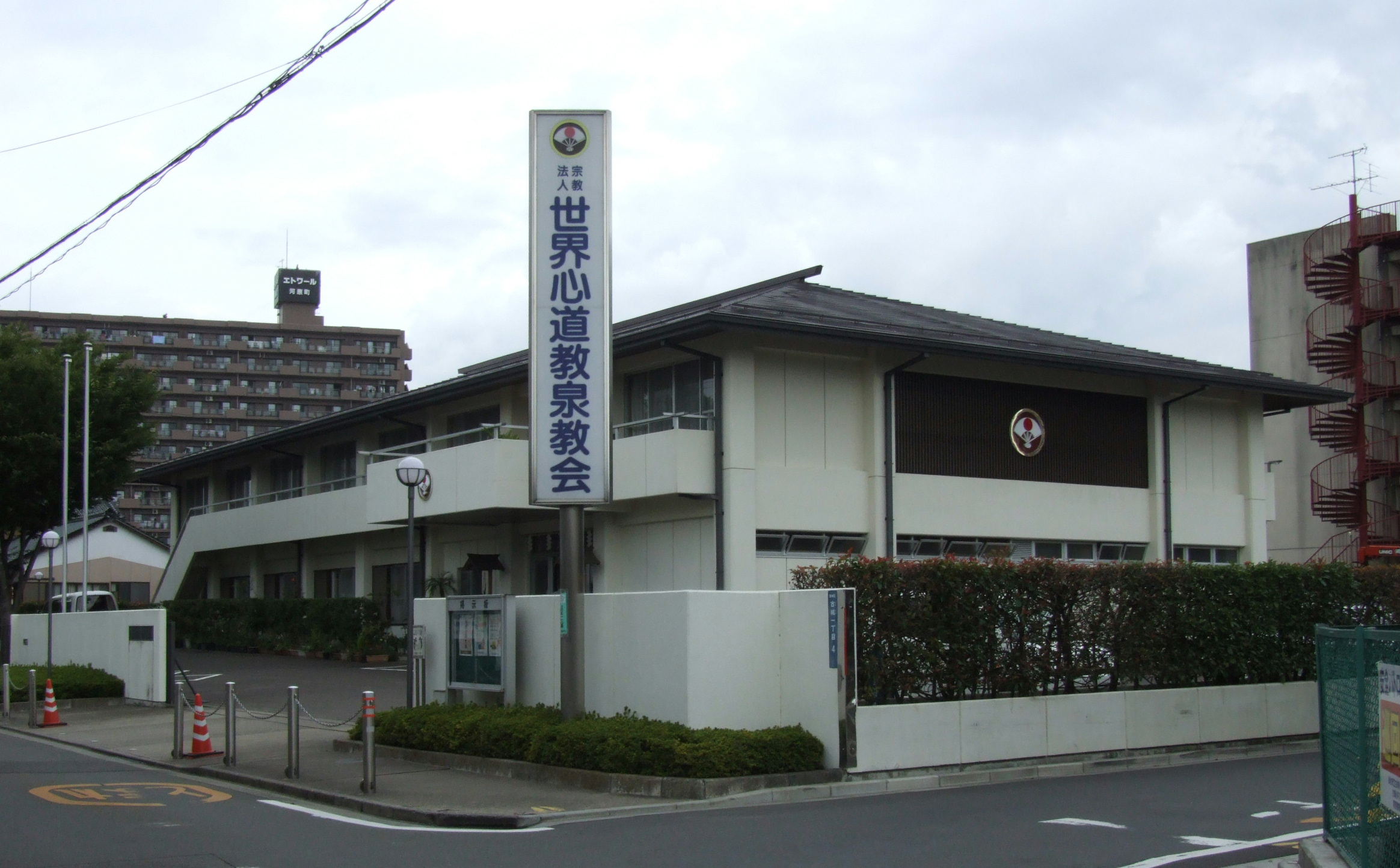
泉教会（宮城県仙台市）

かつては部外者の境内立ち入りや写真・ビデオ撮影が自由にできたようであるが、現在は許可なき立ち入りや境内での撮影行為は不可。部外者が境内を見学する際には、受付で住所と氏名を記入する。係の職員が案内役として同行するので、詳しい説明はこの職員から受けることができる。ごく限られた空間以外は歩くことが許されず、建物内の見学は不可。
- 本殿

境内に入って正面に見える建物。
- 祖霊殿

正八角形の建物を3層に積んだ三重塔。「親様」（教祖会田ヒデ）の位牌を祀る。九輪の先端に、日月の意匠が施されている。
- 教祖殿

「親様」（教祖会田ヒデ）を祀る。

## アクセス
本部
- 所在地：〒442-0068　愛知県豊川市諏訪2丁目101
- 最寄り駅：名鉄豊川線 諏訪町駅
- 最寄りバス停：豊鉄バス心道教前バス停

東京教務庁
- 所在地：〒146-0085　東京都大田区久が原6丁目8－7
- 最寄り駅：東急池上線 千鳥町駅、久が原駅

東北教務支庁
- 所在地：〒984-0047　宮城県仙台市若林区木ノ下3丁目19-1
- 最寄り駅：仙台市地下鉄東西線 薬師堂駅

## 年表
- 1898年 - 創始者・会田ヒデ誕生。出生時の姓は吉田
- 1917年 - 会田ヒデ、木瀬啓次郎と結婚
- 1937年 - 会田ヒデ、天啓者になったと称する
- 1943年 - 会田ヒデ、東京都渋谷区大岡山で人助けを始める
- 1944年 - 東京都渋谷区上智町へ移転。同年11月3日、世界心道会設立
- 1946年 - 3月15日、愛知県豊川市牛久保へ移転。4月26日、豊川市新畑に移転
- 1948年 - 宗教法人令による「世界心道教」設立
- 1949年 - 豊川市諏訪官林5（現在の本部）に移転
- 1952年 - 宗教法人法による「世界心道教」設立
- 1958年 - 財団法人新日本宗教団体連合会（新宗連）に加盟
- 1967年 - 神殿、教祖殿兼事務所落成
- 1973年 - 会田ヒデ歿
- 1981年 - 会田和子歿。親様講堂落成、教学校開設
- 1987年 - 祖霊殿落成
- 1992年 - 「天下り50年祭」開催
- 1997年 - 「親様御生誕100年祭」開催